# Angelos Papadimas
Angelos Papadimas (gr. Αγγελος Παπαδήμας; ur. w 1893, zm. ?) – grecki strzelec, olimpijczyk, medalista mistrzostw świata.
Brał udział w igrzyskach olimpijskich w 1936 (Berlin) i 1952 (Helsinki). Na obu startował w konkurencji strzelania z pistoletu szybkostrzelnego z 25 metrów; bliski zdobycia medalu był na igrzyskach w Berlinie, gdzie zajął czwarte miejsce. W Helsinkach był 51.
Papadimas jest najstarszym lub jednym ze starszych uczestników nowożytnych igrzysk olimpijskich pochodzącym z Grecji (na igrzyskach w Helsinkach miał ukończone przynajmniej 58 lat).
Zawodnik ten był brązowym medalistą mistrzostw świata w 1947.

## Wyniki olimpijskie
| Igrzyska | Konkurencja                   | Wynik                 | Miejsce    | Źródło |
| -------- | ----------------------------- | --------------------- | ---------- | ------ |
| IO 1936  | Pistolet szybkostrzelny, 25 m | (18-6-6-4-1)          | 4 (na 53)  | [ 1 ]  |
| IO 1952  | Pistolet szybkostrzelny, 25 m | 506 punktów (273-233) | 51 (na 53) | [ 2 ]  |

## Medale na mistrzostwach świata
Opracowano na podstawie materiału źródłowego:
| Mistrzostwa    | Konkurencja                              | Wynik        | Miejsce |
| -------------- | ---------------------------------------- | ------------ | ------- |
| Sztokholm 1947 | Pistolet szybkostrzelny, 25 m, drużynowo | 2129 punktów | 3       |